# Contea di Conway
La contea di Conway, in inglese Conway County, è una contea dello Stato dell'Arkansas, negli Stati Uniti. La popolazione al censimento del 2000 era di 20 336 abitanti. Il capoluogo di contea è Morrilton. Il nome le è stato dato in onore a Henry Wharton Conway, delegato territoriale all'U.S. Congress.

## Geografia fisica
La contea si trova nella parte centrale dell'Arkansas. L'U.S. Census Bureau certifica che l'estensione della contea è di 1468 km², di cui 1440 km² composti da terra e i rimanenti 28 km² composti di acqua.

### Contee confinanti
- Contea di Van Buren (Arkansas) - nord
- Contea di Faulkner (Arkansas) - est
- Contea di Perry (Arkansas) - sud
- Contea di Yell (Arkansas) - sud-ovest
- Contea di Pope (Arkansas) - ovest

### Principali strade ed autostrade
- Interstate 40
- U.S. Highway 64
- Highway 9
- Highway 92
- Highway 95
- Highway 124
- Highway 154

## Storia
La Contea di Conway venne costituita il 20 ottobre 1825 da parte del territorio della contea di Pulaski.

## Città e paesi
- Blackwell
- Formosa
- Menifee
- Morrilton
- Oppelo
- Plumerville
- Solgohachia (non-incorporata)